# Parabita
Parabita község (comune) Olaszország Puglia régiójában, Lecce megyében.

## Fekvése
A Salentói-félsziget déli részén fekszik, Gallipolitól keletre.

## Története
Az ókori messzáp település, Baubota (vagy Bavota) helyén alakult ki a 10–11. században. A következő időkben nemesi családok hűbérbirtoka volt. 1806-ban vált önállóvá, amikor a Nápolyi Királyságban felszámolták a feudalizmust.

## Népessége
A népesség számának alakulása:

## Főbb látnivalói
- Santa Maria della Coltura-bazilika - a 20. század elején épült.
- San Giovanni Battista-templom
- Santa Maria dell’Immacolata-templom
- Anime del Purgatorio-templom
- Santa Maria dell’Umiltà-kolostor
- Palazzo d’Alfonso - 16. századi nemesi palota.
- Palazzo dei Veneziani - a 15. század végén épült.
- Castello Angioino - 14. században épült erőd.
- Grotta delle Veneri - a barlangban neolitikumi leleteket találtak.